# Горњи Лакочереј
Горњи Лакочереј (мкд. Горно Лакочереј) је насеље у Северној Македонији, у југозападном делу државе. Горњи Лакочереј припада општини Охрид.

## Географија
Насеље Горњи Лакочереј је смештено у југозападном делу Северне Македоније. Од најближег града, Охрида, насеље је удаљено 8 km северно.
Горњи Лакочереј се налази у историјској области Охридски крај, која се обухвата источну и североисточну обалу Охридског језера. Насеље је смештено у невеликом Охридском пољу, које се пружа на североисточној страни језера. Источно од насеља издиже се планина Галичица, а северозападно побрђе Горенци. Надморска висина насеља је приближно 730 метара.
Клима у насељу, и поред знатне надморске висине, има жупне одлике, па је пре умерено континентална него планинска.

## Становништво
Горњи Лакочереј је према последњем попису из 2002. године имао 515 становника. 
Већину становништва чине етнички Македонци (99%).
Већинска вероисповест је православље.